# گروه ام‌وام
گروه ام‌و‌ام (مجاری: MVM Group) شرکت دولتی برق مجارستان است، که در سال ۱۹۴۸ تأسیس شد.